# Vladímir Gogoladze
Vladímir Gogoladze (Tiflis, Georgia, 18 de agosto de 1966) es un gimnasta artístico georgiano que, compitiendo representado a la Unión Soviética, logró ser campeón en los Juegos Olímpicos de Seúl 1988 en el concurso por equipos.

## Carrera deportiva
En los Juegos Olímpicos de Seúl 1988 gana el oro en el concurso por equipos —la Unión Soviética queda por delante de la República Democrática Alemana (plata) y Japón (bronce)—; y sus compañeros de equipo fueron: Vladimir Artemov, Dmitry Bilozerchev, Valeri Liukin, Serguéi Jarkov y Vladimir Novikov.